# Alan Cox

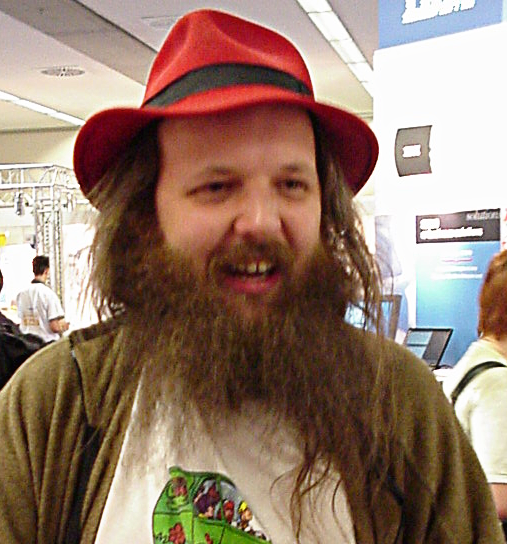
Alan Cox (2005)

Alan Cox (* 22. Juli 1968 in Solihull, England) ist ein britischer Softwareentwickler und einer der ersten und bekanntesten Linux-Kernel-Entwickler.

## Biografie
Alan Cox begann seine Linux-Karriere, als er in der Universität von Wales in Swansea eine der ersten Netzwerkinstallationen ausführte. Aus Interesse an der freien Unix-Software begann er, den Quellcode zu lesen und fing an, Fehler zu beheben. Sein erstes eigenes Projekt im Linux-Kernel war das Netzwerk-Modul, das er vollständig neu implementierte. Seine Arbeiten machten ihn schnell zu einem der wichtigsten Entwickler des Linux-Kernels.
Durch seine gute Beziehung zu Linus Torvalds und der intensiven Arbeit am Kernel wurde Alan Cox offizieller Maintainer der Kernelversionen 2.2.x. Nach Veröffentlichung dieser Version arbeitete er an den Kernelversionen 2.4.x, wo er einen eigenen Zweig betreute (durch das Kürzel „ac“ im Versionstext signiert, zum Beispiel: 2.4.13-ac1), der durch seine hohe Stabilität und Sicherheit bekannt ist.

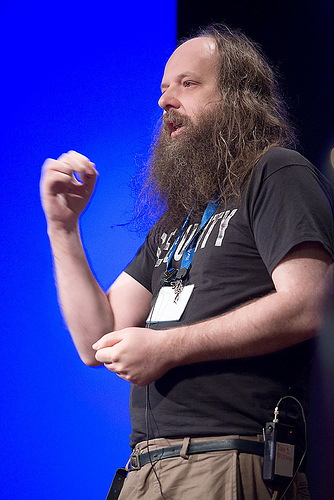
Alan Cox (2005)

Alan Cox galt lange Zeit nach Linus Torvalds als der wichtigste Entwickler von Linux. Seit der Veröffentlichung des Kernels 2.6 nimmt er eine weniger zentrale Rolle ein, ist aber nach wie vor für einige Teilsysteme des Kernels verantwortlich. Er ist vor allem für seine Ausbesserungen am Kernel und seine Aktivität in den Mailinglisten bekannt. Linus Torvalds beschreibt Alan Cox scherzhaft in diesem Zitat:

“Note that nobody reads every post in linux-kernel. In fact, nobody who expects to have time left over to actually do any real kernel work will read even half. Except Alan Cox, but he's actually not human, but about a thousand gnomes working in under-ground caves in Swansea. None of the individual gnomes read all the postings either, they just work together really well.”

„Man beachte, dass niemand alle Beiträge der Linux-Kernel-Mailingliste liest. Tatsache ist: Niemand, der noch genug Zeit haben möchte, um irgendwie am Kernel zu arbeiten, wird auch nur die Hälfte davon lesen. Ausgenommen Alan Cox. Der ist aber eigentlich kein Mensch, sondern etwa tausend Gnome, die in den Höhlen Swanseas arbeiten. Die einzelnen Gnome lesen auch nicht sämtliche Beiträge, sie arbeiten nur einfach ganz gut zusammen.“

2003 wurde Cox mit dem FSF Award ausgezeichnet. Im September 2003 zog sich Cox für ein Jahr aus der Linux-Entwicklung zurück. In dieser Zeit wollte er seinen Master of Business Administration abschließen. Zu diesem Zweck nahm er bei seinem Arbeitgeber Red Hat einen Langzeiturlaub (Sabbatical). Ende 2004 kehrte er wieder zurück.
Über Linus Torvalds sagte er in einem Interview im März 2005:

“Linus is a good developer, but is a terrible engineer. I'm sure that he'll agree with me.”

„Linus ist ein guter Entwickler, aber ein schrecklicher Ingenieur. Ich bin mir sicher, dass er mir zustimmen wird.“

Laut Cox sei Linus Torvalds ein guter Entwickler, verabscheue aber das Bereinigen von Fehlern und Betatests. Beide Entwickler haben unterschiedliche Vorstellungen von Linux. Während Linus Torvalds Wert auf einfache Handhabung und Pflege des Kernels legt, setzt Cox den Schwerpunkt auf Stabilität, und dieses Ziel rechtfertigt seiner Auffassung nach auch mal einen Code-„Hack“.
Nach zehn Jahren Tätigkeit für Red Hat gab Cox am 23. Dezember 2008 seinen für Mitte Januar 2009 geplanten Wechsel zu Intel bekannt. Zuvor war er bereits technischer Direktor bei cymru.net und arbeitete unter anderem auch schon für Unternehmen wie
NTL, 3Com, Sonix und Adventure Soft.
Alan Cox lebt in Swansea, Wales.